# Södermanlands-Nerikes nation

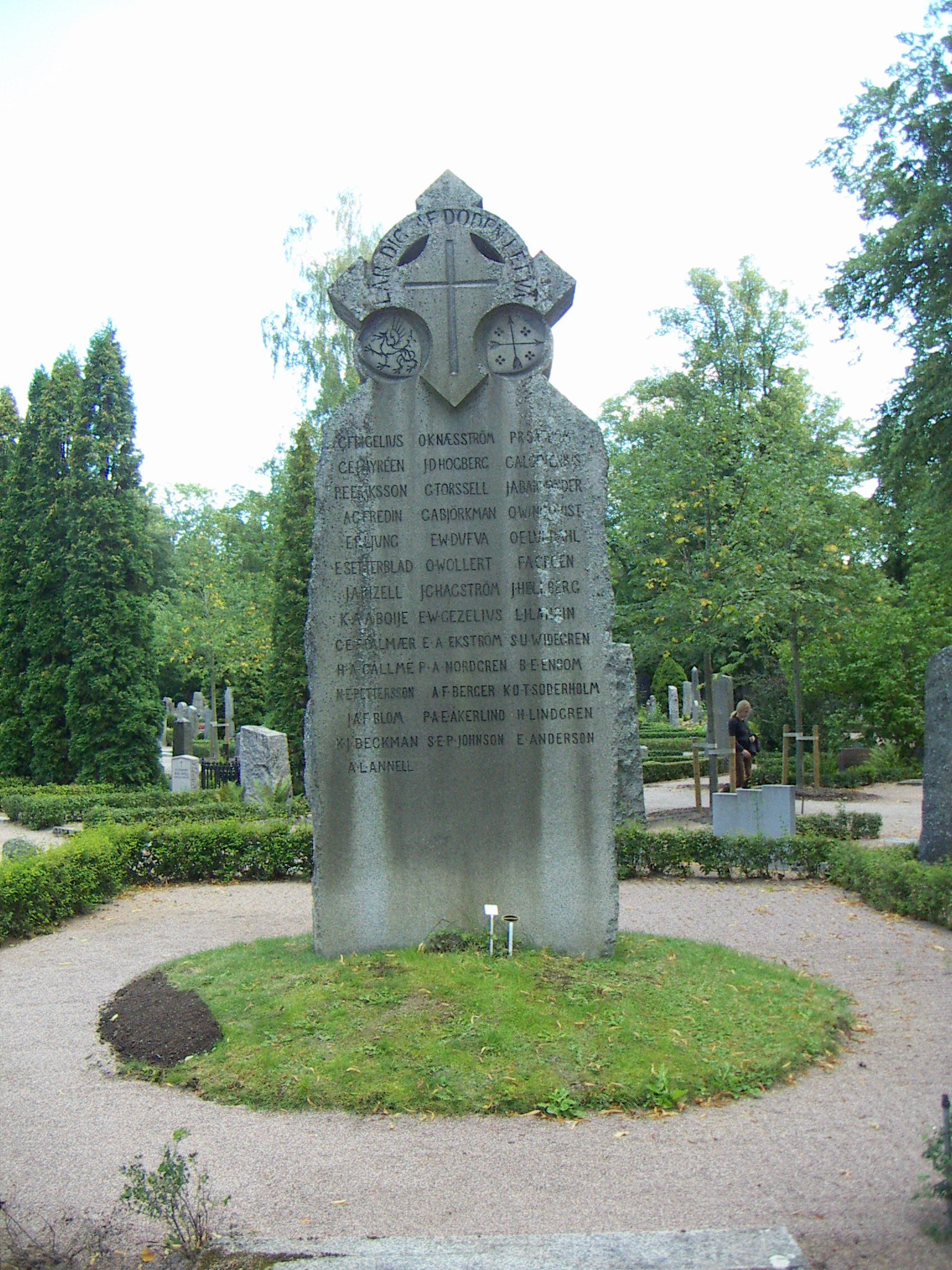
Södermanlands-Nerikes nationsgrav på Uppsala gamla kyrkogård.

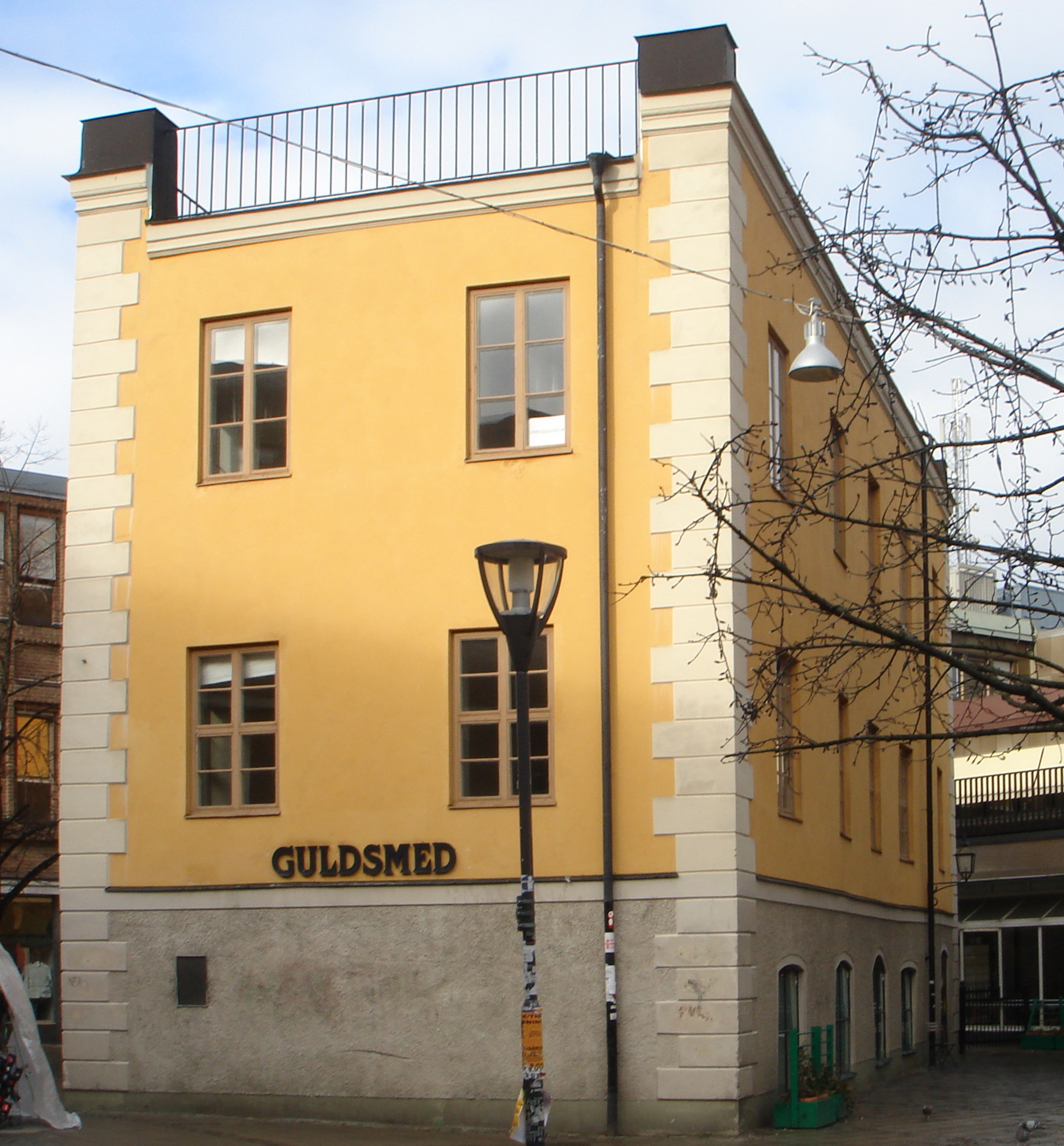
Celsiushuset, Södermanland-Nerikes nationshus åren 1855-1865

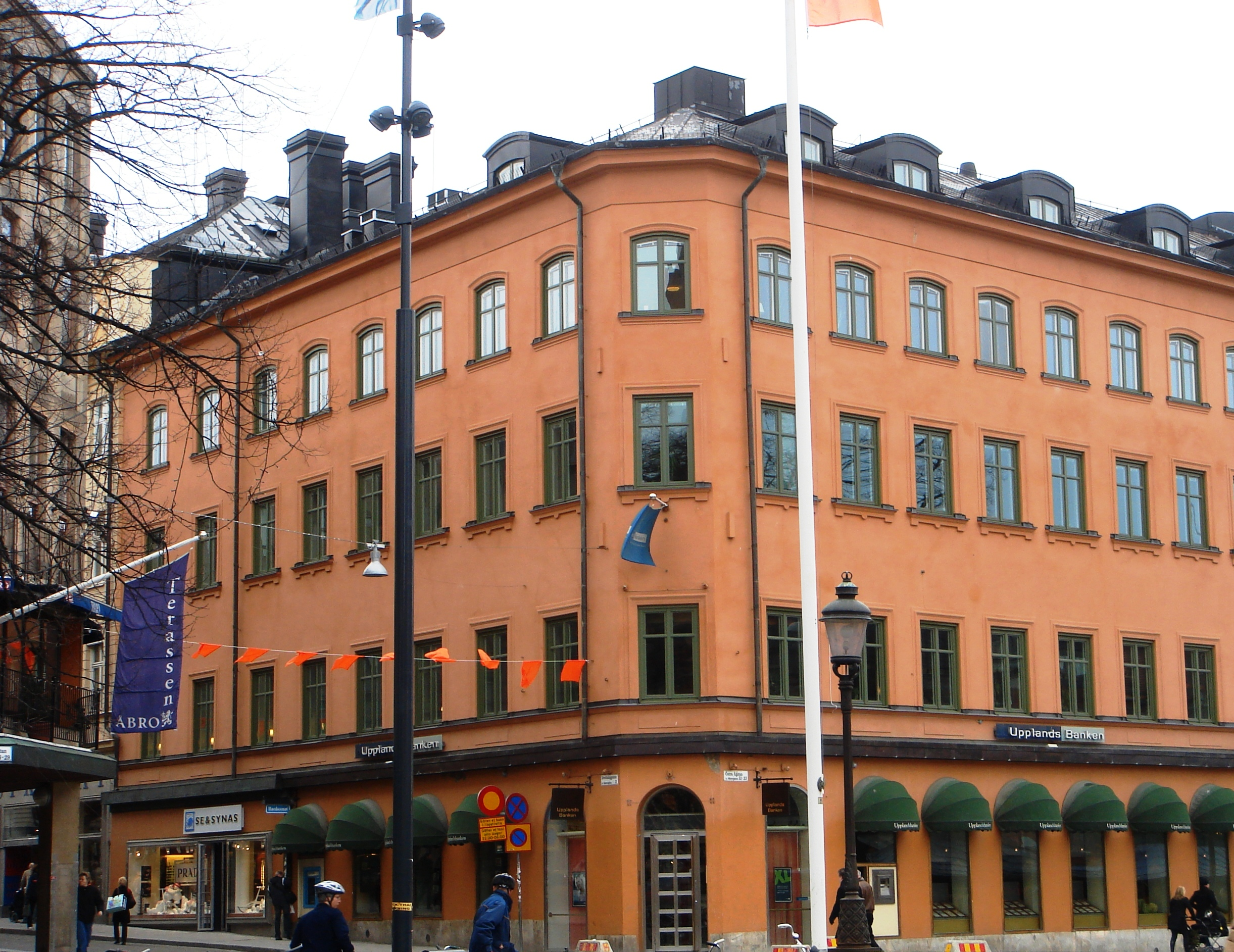
Södermanland-Nerikes nationshus åren 1865-1897

Södermanlands-Nerikes nation (förkortat  Snerikes) är en av tretton studentnationer vid Uppsala universitet. Nationen är en sammanslutning av studerande vid Uppsala universitet, Sveriges Lantbruksuniversitet eller Johannelunds teologiska institut som har en anknytning till Södermanland eller Närke. Nationens ändamål är att genom fritidsaktiviteter samt socialt och ekonomiskt bistånd verka för medlemmarnas trivsel och anpassning till studier i Uppsala. Nationen är politiskt och religiöst obunden. Södermanlands-Nerikes nation grundades 1805 genom en sammanslagning av Södermanlands nation och Nerikes nation.

## Historia
Södermanlands-Nerikes nation bildades 1805 genom en sammanslagning av Nerikes nation, vars handlingar går tillbaka till 1648, och Södermanlands, vars existens är belagd sedan 1655. Efter landskapsbeslut vid båda nationerna, föranledda av den gemensamma tillhörigheten till Strängnäs stift och det faktum att flertalet av dess studenter på den tiden hade genomgått Strängnäs gymnasium, slogs de år 1805 ihop till den nuvarande nationen.

### Nationshuset
År 1817 beslutade nationens förste kurator, Herman Lahng, att lägga grunden till en bostadsfond. Under 1873 anlitade nationen arkitekten Adrian Crispin Peterson för att rita ett förslag till ett nationshus med tillhörande kostnadsberäkningar. Adrian Crispin Peterson hade då precis flyttat till Göteborg efter att ha bott i Uppsala mellan 1866 och 1872, och då varit stadens ende praktiserande arkitekt. Han var anställd som e.o. konduktör på Överintendentsämbetet men tog också sig an privata uppdrag. Förslaget som Peterson tog fram var inte menat att utföras, utan var en förberedelse för nationen inför en kommande byggnad.
Året därpå, 1874 köptes den nuvarande tomten och 1896 hade byggnadsfonden växt sig tillräckligt stor. Nationen beslutade den 6 februari att bygga det nationshus som idag står kvar. Vid denna tidpunkt hade nationen endast 122 medlemmar, det vill säga inte ens en tjugondel så många som idag.  Arkitekt Gerdt Hallberg fick uppdraget att rita nationshuset och tre år senare, 1897, kunde nationens förste kurator, Rutger Sernander, inviga det rosa nybyggda nationshuset i kvarteret Rosendal vid Universitetsparken. När huset stod färdigt framhöll man gärna att det var efter åttio års förberedelser och på fasaden mot S:t Larsgatan finns sköldar med just årtalen 1817 och 1897.
År 1817 hade Södermanlands och Nerikes nationer endast varit sammanslagna i tolv år och hade sin gemensamma lokal i Domtrapphuset. När nationen 1817 ville öka sparandet flyttades nationsverksamheten till en mindre lokal i samma hus där man stannade till 1829. Vid denna tidpunkt hade nationen inte råd att bo kvar och flyttade därför, efter en kort sejour i ett ruckel hos traktören Regnell, till bibliotekarien Bobergs hus vid Fyrisån. 1840 flyttade nationen sin verksamhet till Hörlinska gården vid Kamphafstorget där man i sex år huserade i en lägenhet innan man flyttade till fru Meschs hus vid Stora torget. 1850 flyttade man till lokaler vid Vaksalagatan för att 1855 återigen flytta till Gamla observatoriet, nuvarande Celsiushuset där man stannade i tio år. Lokalerna i Celsiushuset var mycket slitna och nedgångna vilket medförde att man 1865 återigen flyttade. Denna gång till byggmästare Petterssons stora lägenhet en trappa upp i det hus vid Östra Ågatan, som idag hyser Lundequistska bokhandeln, där även Norrlands nation några år senare flyttade in. 
En myt är att arkitekt Gerdt Hallberg skall ha inspirerats av det franska Slottet i Azay-le-Rideau i Loiredalen, därav tinnar och torn och inredning prydd med franska liljor. Detta finns dock inga belägg för utan är något som landsmannen Jonas Samzelius lade grunden för i en majhälsning 1940. Han hade under sin studietid (skrevs in 1906) erinrat sig om att nationshuset ”i viss mån skulle vara en efterbildning av ett franskt slott” och 35 år senare i majhälsningen hade han då bifogat en bild på Azay-le-Rideau som skulle kunna vara en förebild. Många av rummen i nationens hus är döpta efter orter i Södermanland eller Närke. I nationens restaurang kan Eskilstunarummet och Örebrorummet hittas och i nationens bibliotek, bl.a. Strängnäsrummet och Nyköping-Oxelösundrummet. I nationens festsal, där nationens festligare tillställningar hålls, finns porträtt på bl.a. Karl X Gustav och Carl Carlsson Gyllenhielm samt målningen ”Den ljusa natten” av Prins Eugen.

## Byggnader
Nationen äger fastigheter i nationskvarteret Rosendal samt i Triangeln i Kungsgärdet. I nationskvarteret finns förutom nationshuset, bibliotek, flera kontorsbyggnader, studentbostäder, hyresbostäder och företagslokaler. Triangeln består enbart av studentbostäder. För medlemmar i nationen är det möjligt att hyra rum och lägenheter under studietiden. Totalt har nationen 383 studentrum och 85 lägenheter fördelat på de två områdena.

### Nationskvarteret Rosendal
I nationskvarteret finns förutom nationshuset:
- Stavenowska huset, Rundelsgränd 1, nationens bibliotek som även innehåller studentbostäder och läsesalar. Här finns även en gedigen boksamling från 1600-talet och framåt. Huset byggdes 1855 efter ritningar av Johan Otto Larsson och har fått sitt namn efter Rector Magnificus Ludvig Stavenow, professor i historia och universitetets rektor 1918-1929. Stavenow köpte huset samma år som han tillträdde som rektor och det totalrenoverades 1998.
- Engelska villan, Rundelsgränd 3, ritat av arkitekten Axel Bergman på uppdrag av S:t Eriks lervarufabrik, uppfördes 1912-13 och består av bostäder för fd. studenter.
- Backmanska huset, Rundelsgränd 3B, Uppsalas äldsta träbyggnad daterad till 1620-tal. Första ägaren var bibliotekarien Johannes Bureus. Under 300 år ägdes det av olika högre ämbetsmän och sedan 1956 av nationen. Byggnaden klarade sig mirakulöst vid stadsbranden 1809 och blev byggnadsminne 1993. Efter upprustning 1995-96 fungerar Backmanska huset som kontor åt bostadsstiftelsens personal.[4]
- Rosendals matsalar (Rosendal), Rundelsgränd 3C. Äldsta delarna av detta hus är från 1792 men det totalförstördes vid stadsbranden 1809 och återuppbyggdes 1819. Namnet kommer från att det bedrevs s.k. matlag i delar av huset medan resten var studentbostäder. Huset har varit i nationens ägor sedan 1966 och från 1970 bedrev Medborgarskolan omfattande verksamhet i hela huset. Efter en totalrenovering 2010 består det idag av studentbostäder samt lokaler som hyrs ut till företag.
- Hyreshuset  12:an, S:t Johannesgatan 12, består liksom Engelska villan av bostäder för fd.. studenter som varit medlemmar vid nationen. Typiskt 1920-talshus ritat av Simon Lindsjö som stod färdigt i början på 30-talet.
- Arkadien, S:t Larsgatan 6B, uppkallat efter det antika landskapet och kanske bottenvåningens arkad, är ett typiskt funkishus och togs i bruk 1937. För arkitekturen stod Eskil Sundahl och Artur von Schmalensee.  Det består idag av 60 korridorsrum fördelat på 8 korridorer samt en lägenhet. När det invigdes var det ett av de första husen i Sverige som hade egen dusch och toalett på respektive studentrum. Arkadien totalrenoverades första gången 1993 och fick ytterligare en rejäl ansiktslyftning 2008. Utsikten från Arkadiens balkonger har nationshuset i förgrunden och domkyrkan i bakgrunden. Troligen är det här Gullan från Arkadien i Gösta Knutssons Pelle Svanslös bor.
- Gula villan, S:t Larsgatan 6A, byggdes 1847 och köptes av nationen 1927 av P A Geijers dödsbo.  Det totalrenoverades 2012 och består idag av studentbostäder.
- Brundisium, S:t Larsgatan 4, som fått namn efter Brindisi, reveterat 1800-talshus vars nedervåning sedan 2012 är nationens kuratorsexpedition. Rummen i Brundisium är döpta efter slott och herrgårdar i de båda landskapen och innehar namnen: Gripsholmrummet, Yxtaholmrummet, Göksholmrummet, Tullgarnrummet och Stjernsundrummet.
- Gula Paviljongen, punschveranda som invigdes valborgsmässoafton 1994.

#### Triangeln
Kvarteret Triangeln byggdes i området Kungsgärdet 1958-1960 i vad som skulle komma att bli Uppsalas klassiska studentkvarter. Här finns totalt 298 studentrum fördelat på korridors-, triplett- och dubblettrum samt 79 studentlägenheter. Triangelparken är en välbesökt plats när vädret tillåter. 

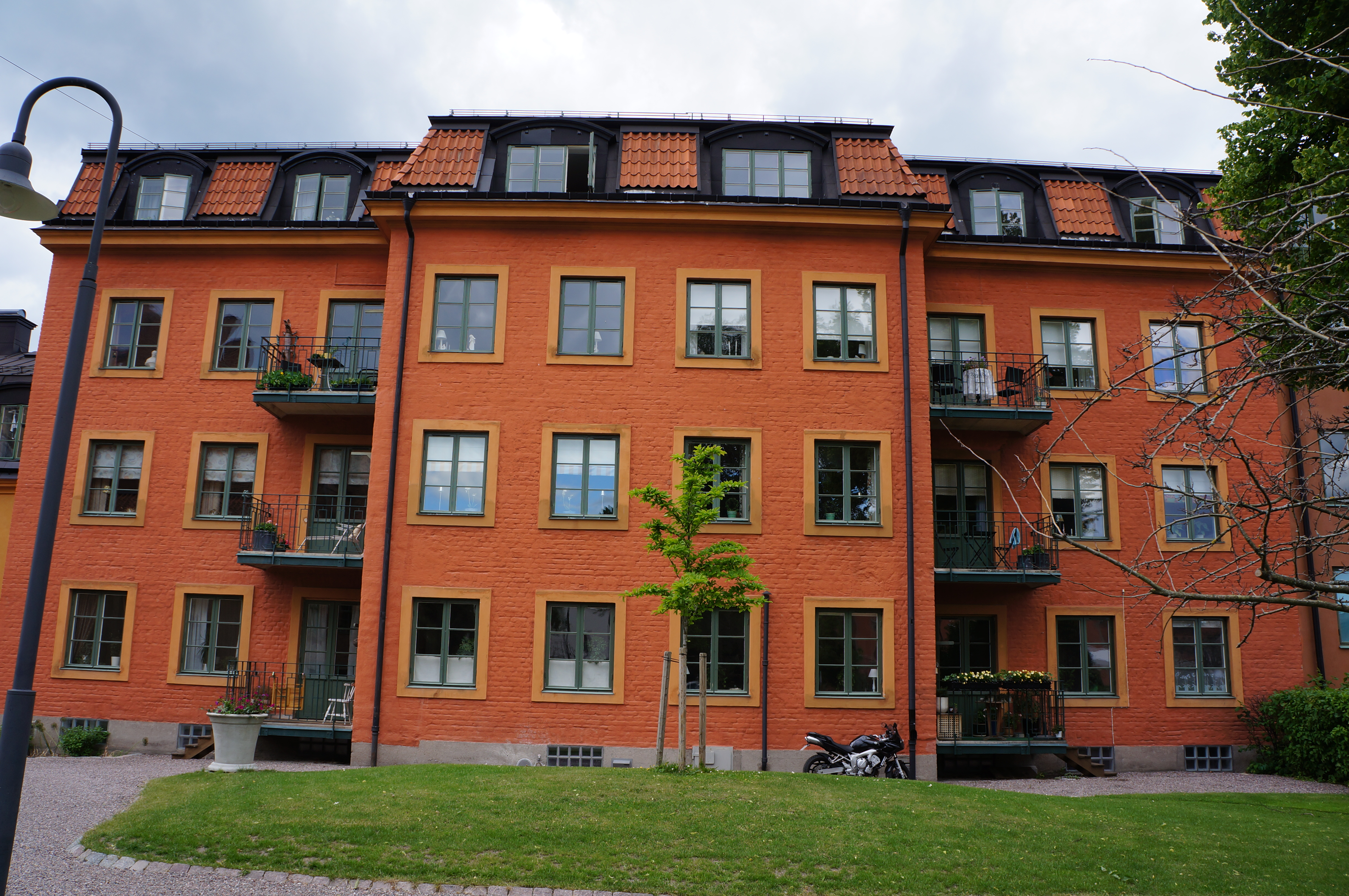
"12:an"
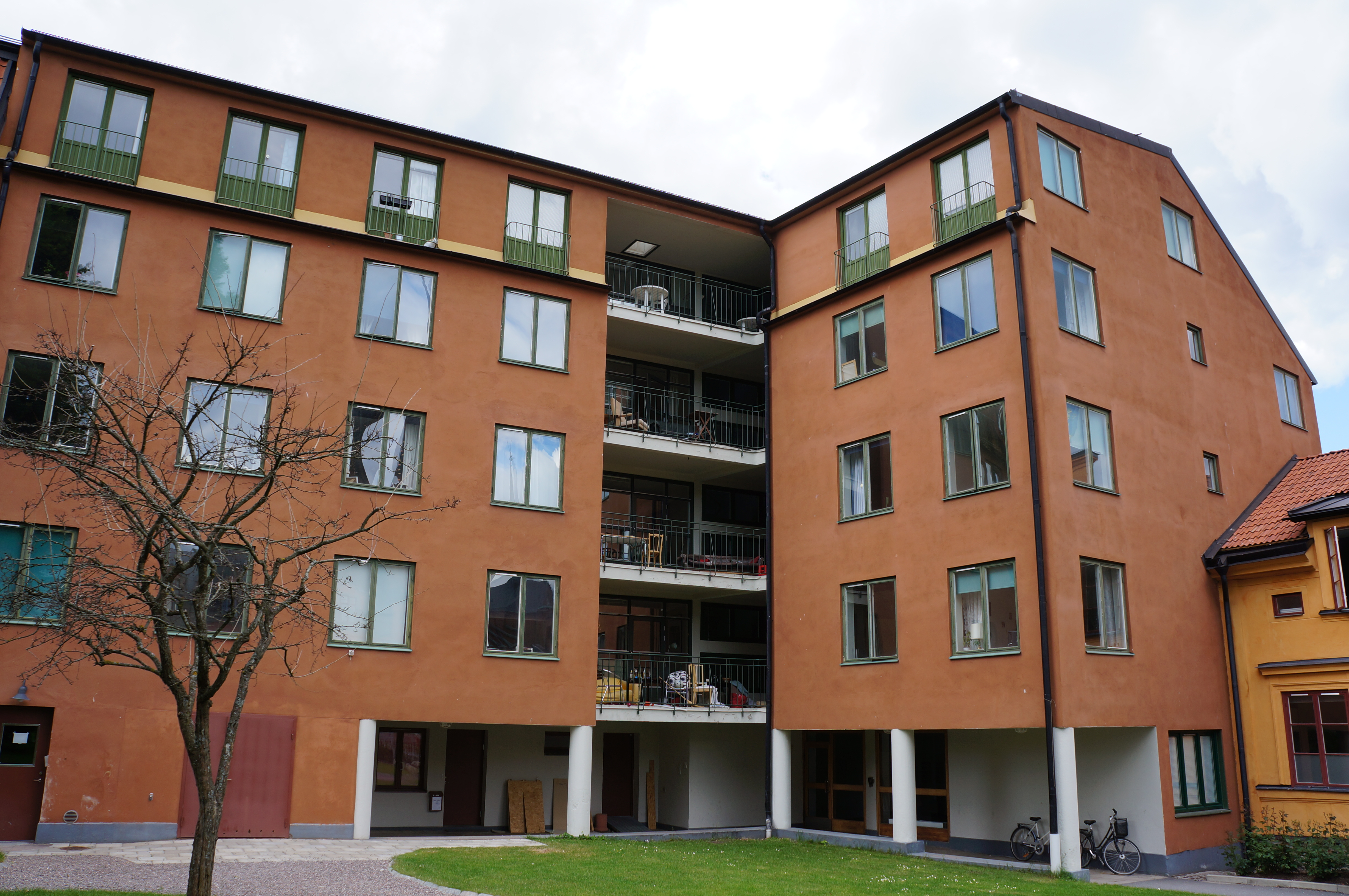
Arkadien
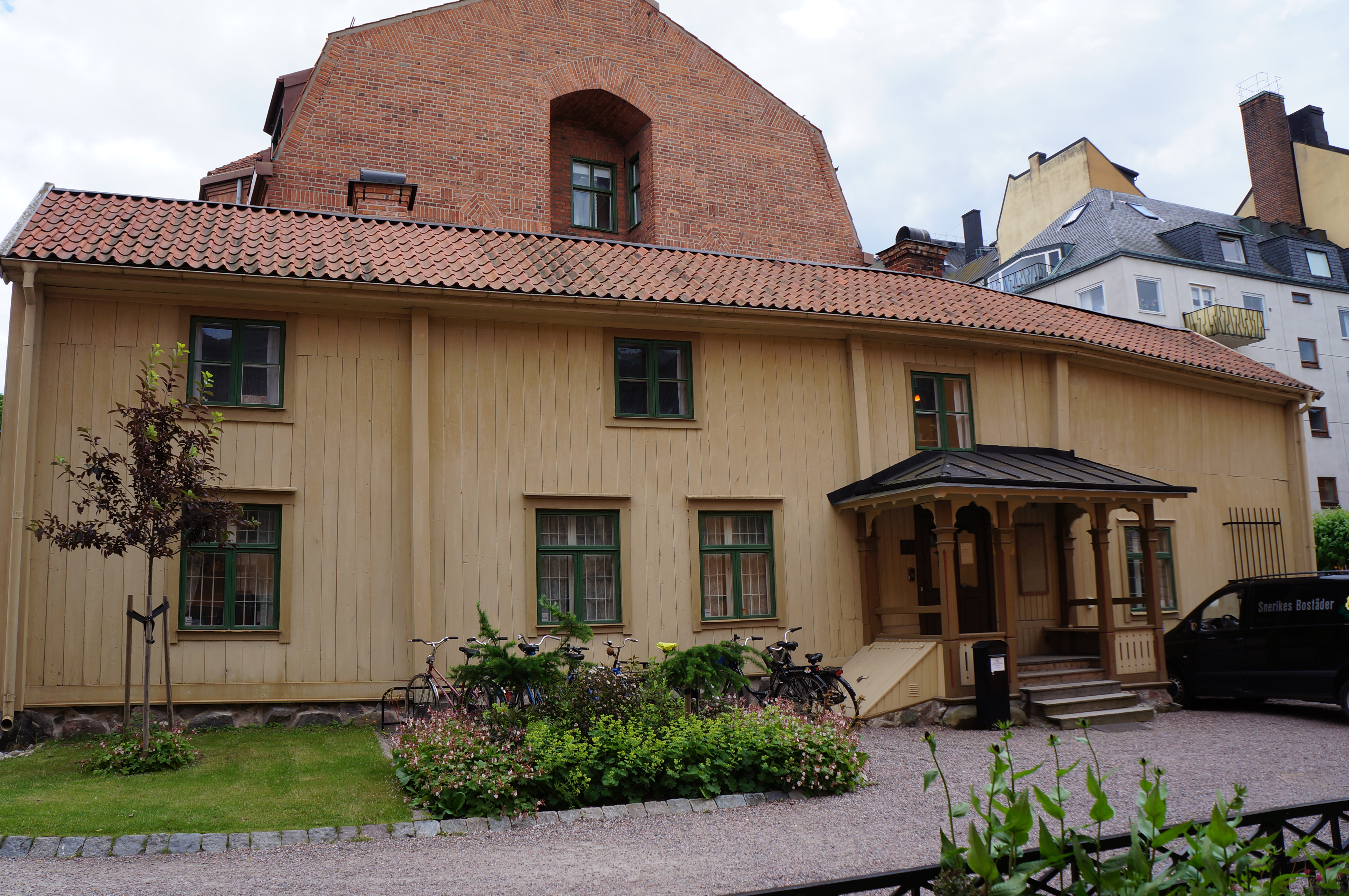
Backmanska huset
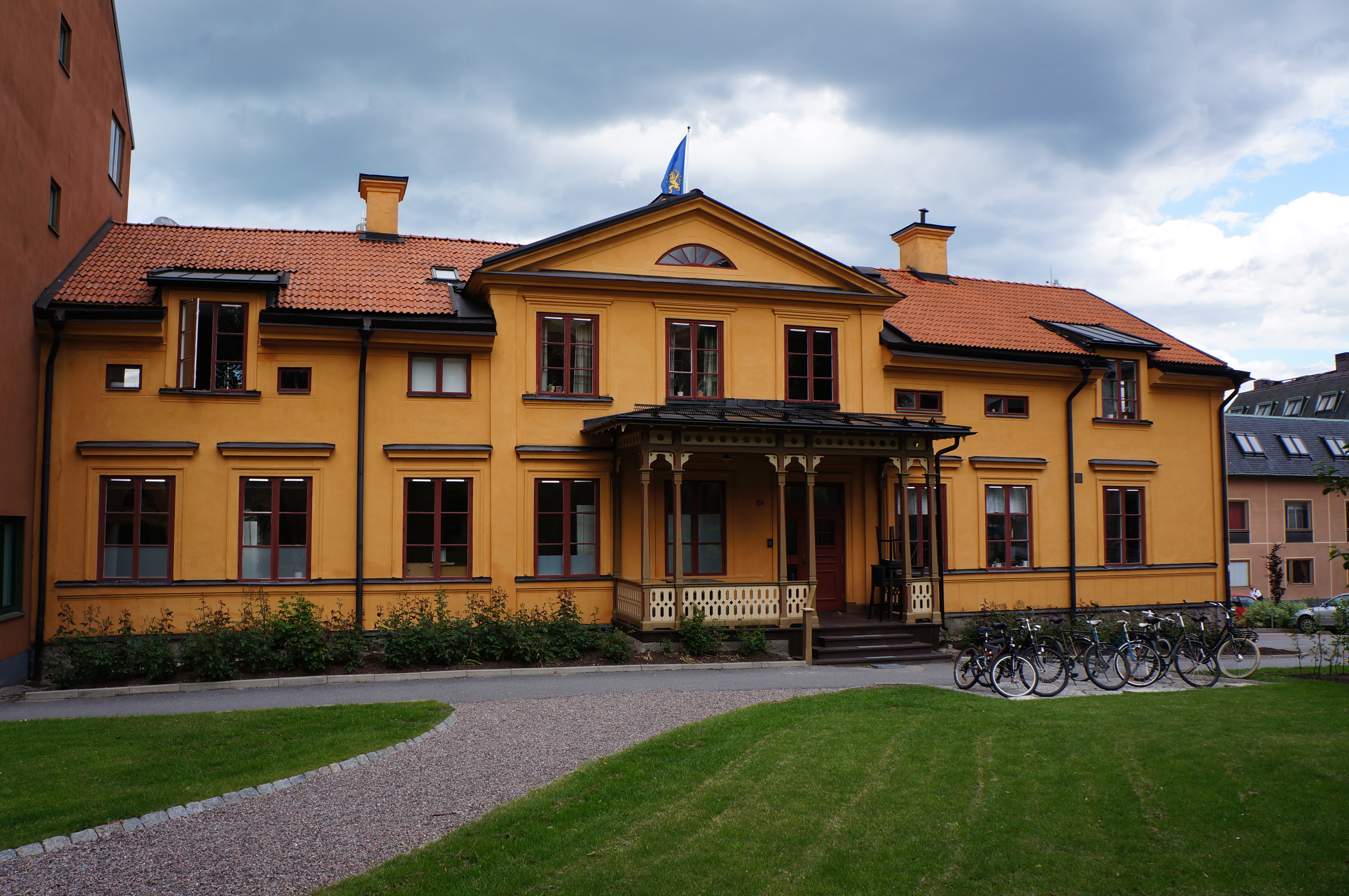
Gula villan
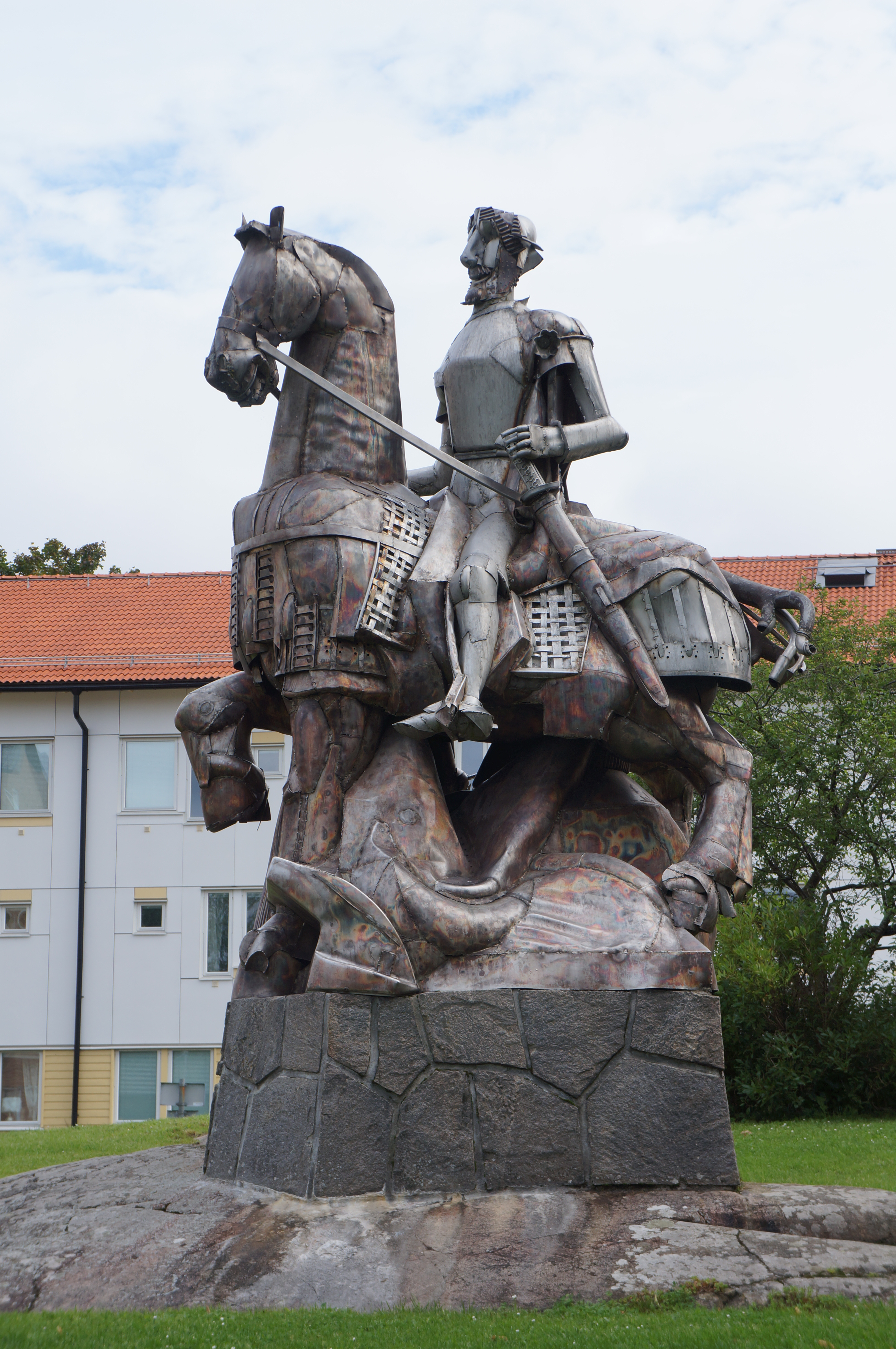
S:t Olof i Triangeln
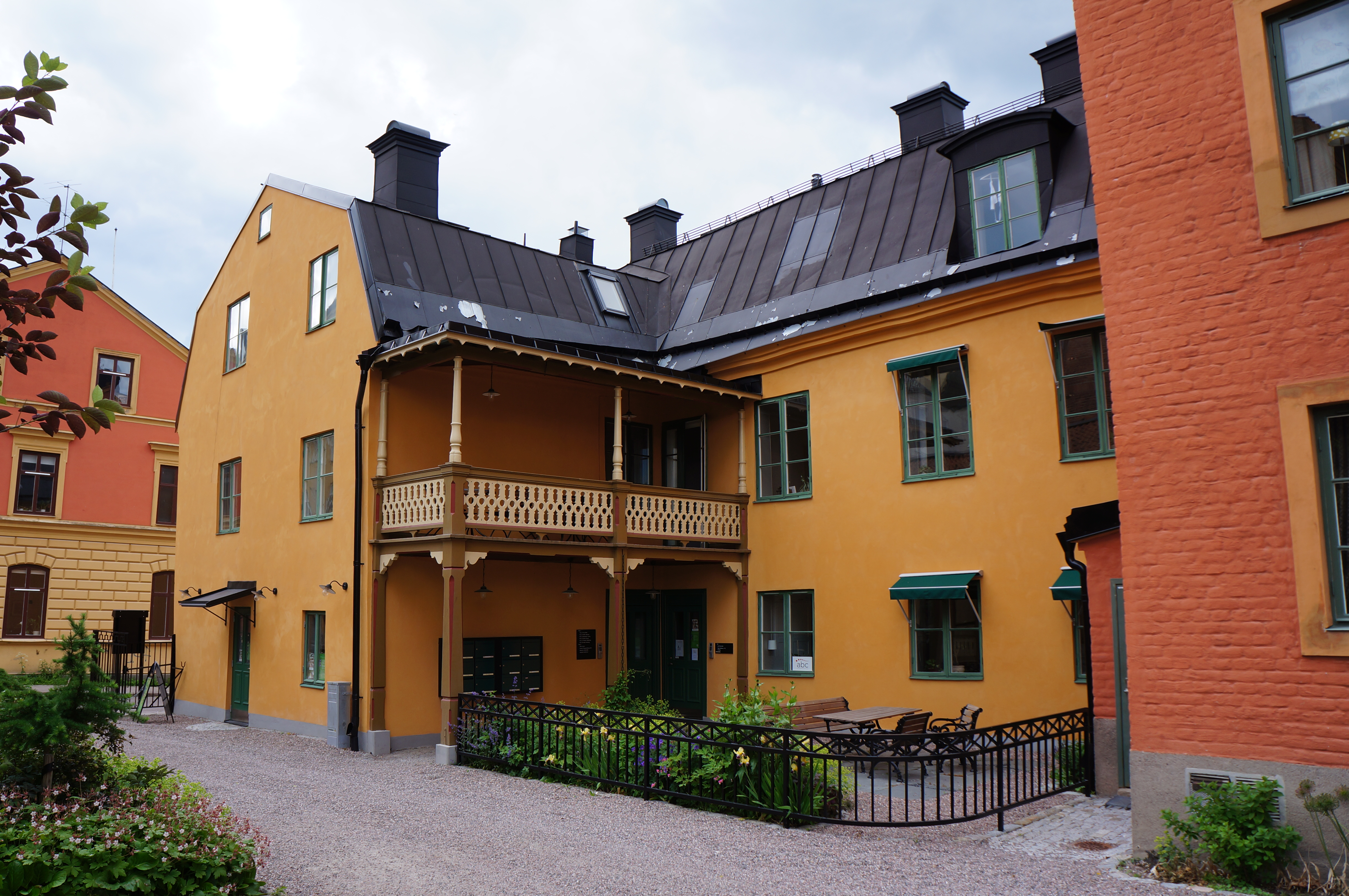
Rosendals matsalar
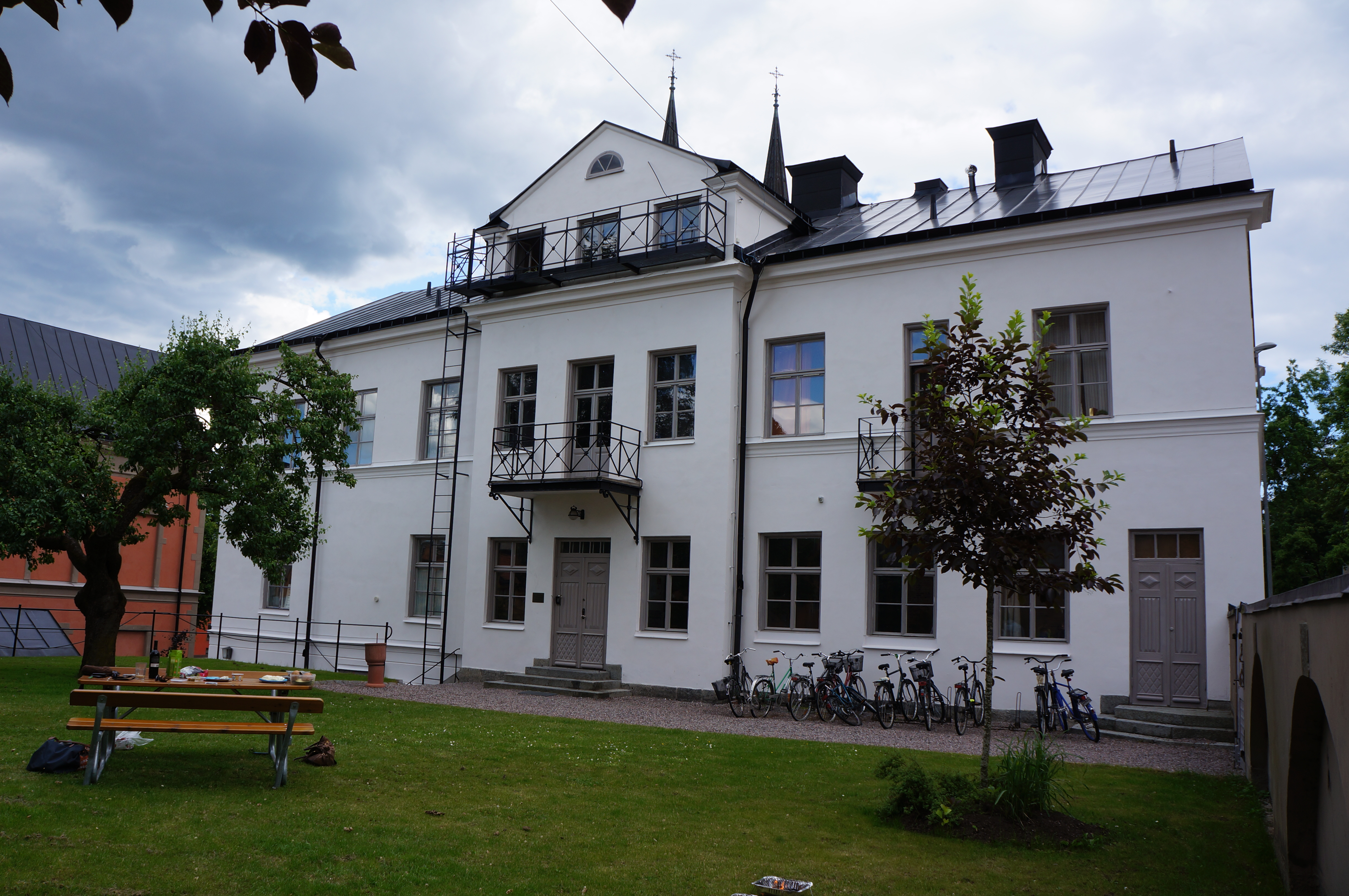
Stawenowska huset

## Verksamhet
I nationernas barndom och lång tid framöver var det naturligt att gå med i sitt hemlandskaps nation vilka hade anknytningskrav. Detta kom dock att slopas på samtliga nationer och så även på Snerikes. Efter en recentiorstorm hösten 1978 då 700 nya medlemmar skrevs in uppdagades problem kring hur medlemsservice skulle upprätthållas och man beslutade samma termin att återuppliva stadgan om anknytningskrav till Södermanland eller Närke för medlemskap, vilket fortfarande gäller.
Södermanlands-Nerikes nation har en relativt stor verksamhet med restaurang och festvåning i egen regi samt traditionella gasquer, och programverksamhet. I slutet på maj byggs varje år en stor träaltan kallad Bryggan upp utanför huset med barer och grill. Bryggan har under de senaste åren varit Uppsalas mest välbesökta sommarklubb och brukar stänga lagom till höstterminens inträde i slutet på september.
Spex

Två av Sveriges äldre studentspex uppfördes av Södermanlands-Nerikes nation under 1860-talet. Mohrens sista suck som uppfördes första gången 30 november 1865 och På Madagaskar, en operettkomedi från 1870, har emellertid ständigt kommit igen i nya uppsättningar. De har spelats med jämna eller ojämna mellanrum, oftast i tioårsintervaller.
Gasquer och baler

Nationen arrangerar i regel fyra gasquer samt en bal per termin. Sittningarna hålls i nationens festsal och klädkoden vid gasque är kavaj (dvs. mörk kostym), ljus kostym eller smoking beroende på tillfälle. Vid baler är klädkoden alltid högtidsdräkt  Återkommande gasquer och baler är:
- Recentiorgasque vid terminsstart för välkomnandet av terminens recentiorer.
- Gyllenhielmsgasque i början på mars, klädkod smoking. Kom till år 1983 för att hylla Carl Carlsson Gyllenhielms födelsemånad samt för att motsvara andra nationer som höll Marsgasque. Dessutom skålar klubbmästarbordet med tavlan av Gyllenhielm varje gasque eftersom en klubbmästare vid nationen under 1920-talet kastat en apelsin på den.
- Majmiddag 1 maj, traditionsenligt med ljus kostym och studentmössa, som inleds med Bloody Mary vid lunchtid och pågår hela eftermiddagen. Paus i sittningen görs för kottkrig på Pollacksbacken och spex ”på annan ort”.
- Vårbal i mitten/slutet på maj.
- Revolutionsgasque 14 juli för ”firandet” av franska revolutionen som inleds utomhus i nationskvarteret med fördrink, där gästerna till en början föreställer aristokrater som låser in ett antal franska bönder i ”Bastiljen”, och därefter hålls sittning med klädkod ljus kostym. Sittningen avslutas med att gästerna bytt till den revolutionära sidan och tågande till Marseljäsen befrias de inlåsta bönderna.
- Höstgasque, (fd. Seniorföreningens höstfest) vilken ofta är välbesökt av seniorföreningen.
- Gåsbal (fd. Gåsmiddag) i november.
- Luciagasque, klädkod smoking, på luciadagen.
- Skottårsbal, den 29 februari de år då skottår infaller och ersätter då Gyllenhielmsgasquen.
- Liksom vid andra nationer hålls inspektorsskiftesbal vid byte av inspektor.

På sittningarna dricker den sanne snerikingen traditionsenligt "standardsnapsen" Bäska droppar eller de inhemska Nyköpings Brännvin och Överste Brännvin. 
Utöver gasquer och baler anordnar nationen i början av varje termin en mindre formell sittning kallad Reccemottagning där ”reccen” får en försmak av vad gasquer kommer innehålla. Utöver detta ordnas också sångboksfest, där sångboken ”sjungs igenom”, damsupé respektive herrmiddag och på sensommaren en kräftskiva. Även ett rebusrally kallad SNally är en återkommande aktivitet varje år som avslutas med sittning.

## Föreningar
Utöver restaurang- och kulturverksamhet i stort har nationen följande föreningar:

### Södermanlands-Nerikes nationskör
I dagligt tal endast Snerikekören har anor från 1800-talets andra hälft och ombildades 1976 från att endast varit en manskör till att vara en blandkör. Körens ordinarie uppgift är att sjunga på nationens gasquer. Utöver detta har kören bl.a. genomfört hembygdsturnéer och deltagande i spex. 2003 genomfördes en konsert i Norbergs kyrka tillsammans med folkmusikgruppen Väsen.

### Hornboskapen
Hornboskapen (HB), är nationens orkester och grundades redan 1843. 1906 fick orkestern sina nuvarande grunder och namnet Hornboskapen nämns första gången i skrift vid valborgsfirandet 1910. HB:s ledord är Egon Kjerrmans klassiska: spelar hellre än bra. Orkestern uppträder alltid i röd-svart-randiga kavajer.

### Sönerna (Södermanlands-Nerikes nations manskör)
Sönerna är en manskör vars verksamhet startades under hösten 2021. Kören deltar på nationens gasquer men ger även egna konserter flera gånger per termin. Under sommaren 2022 genomfördes Sönernas första hembygdsturné i Södermanland och Närke. Under hösten 2022 har kören samarbetat med Västgöta nations damkör samt operasångaren Helgi Reynisson.

### IF Trikadien
Idrottsföreningen Trikadien bildades 1962 av några studenter från Södermanlands-Nerikes Nation och är Sveriges äldsta aktiva studentidrottsförening. Föreningens namn är en kombination av de två studentbostadsområden där de flesta nationsmedlemmar bodde: Triangeln vid Enköpingsvägen och Arkadien bredvid nationshuset. Föreningen har sektioner för en rad sporter, för närvarande främst fotboll, basket, innebandy, handboll och volleyboll. På 1960-talet var dessutom bandylaget framgångsrikt med en DM-final mot allsvenska IK Sirius BK (med landslagsmännen Ulf Fredin och Carl-Erik Askelöf) som främsta merit. Föreningens herrfotbollslag gjorde redan från starten succé och vann sin serie (dåvarande div 8, nuvarande div 6) utan poängförlust och med målskillnaden 113-9. Kända idrottsmän som spelat för Trikadien är bl.a. Lasse Collgård och Tore Hellgren (fotboll och bandy) samt Björn Kinberg och Ulf Gustafsson (handboll). A-laget i fotboll spelar idag i div 6 Västra Uppland med dresser i den klassiska klubbfärgen orange samt svart.

### Nationsteatern
Södermanlands-Nerikes nationsteater (Snerikes nationsteater) skapades i sin nuvarande form 1995. Teater har dock spelats mycket längre än så på nationen. Nationsteatern har en inriktning mot improvisationsteater men gör även föreställningar. Under åren 1992-2009 har ca 40 pjäser satts upp. Mer om nationsteatern kan läsas på http://www.snerikes.se/teater.

### Lokalföreningar
Nationen har ett flertal lokalföreningar som är mer eller mindre aktiva. De flesta kom till på 1970- och 80-talet.
- VfN - Vännerna från Nyköping (Ursprungligen Wennerna från Nyköping) grundad 1870.
- Södertälje förening Telge Tokar med stridsropet ”När humöret slokar – gå med i Telge Tokar’’ kom till 1976.
- Vännerna från Västra Södermanland – grundad 1980
- Strängnäs Djäknar – grundad 1980.
- TEKF  – Torshälla-Eskilstuna-Kamratförening grundad på 1980-talet.
- Kamraterna från Örebro – grundad 1984.
- Centralföreningen Vi från Stan – grundad 1984. Stan syftar alltså på Stockholm.

### Övriga föreningar
- Seniorföreningen - alumnförening
- Fotoföreningen
- Spelföreningen Ludus
- Demiratus - filosofiförening

## Vännationer
Nationen har följande vännationer i andra städer.
- Blekingska nationen, Lund
- St Johns College, Cambridge, England
- Nylands nation, Helsingfors, Finland
- Keskisuomalainen Osakunta, Helsingfors, Finland
- Burschenschaft Arminia, Marburg, Tyskland
- Det Norske Studentersamfund, Oslo, Norge
- Studenterforeningen, Köpenhamn, Danmark

### Hedersledamöter
Under åren har nationen utsett en lång rad hedersledamöter. Valbar till hedersledamot är
person, som gjort sig synnerligen förtjänt om nationens bästa, även som person av utmärkt vetenskaplig, konstnärlig eller medborgerlig förtjänst, företrädesvis den som tillhör eller tillhört nationen, eller är född i Södermanland eller Närke, eller där är eller varit verksam. Förslag till val av hedersledamot ges på landskap, av nationsnämnden eller inlämnas skriftligen, undertecknat av minst tio medlemmar, till förste kurator. Dessa kallas sedan efter att medlemmarna på två av varandra följande landskap har godkänt förslag på sådan. Installation sker i nationens festsal på Majmiddagen resp. Höstbalen vid den Södermanländska eller Närkingska kakelugnen beroende på personens härkomst. Hedersledamoten får förutom intyg en Hedersledamotsbagge som hängs runt halsen. 
se vidare på: kategorin Hedersledamöter vid Södermanlands-Nerikes nation